# Zanthoxylum insularis
Zanthoxylum insularis là một loài thực vật có hoa trong họ Cửu lý hương. Loài này được Rose miêu tả khoa học đầu tiên năm 1899.